# Одеска политехника
Национални универзитет Одеска политехника је украјински технички универзитет у граду Одеси. Заузима 1. мјесто на ранг листи најбољих техничких универзитета у Одеси и 6. мјесто у укупној ранг листи најбољих техничких универзитета у Украјини. Члан је Европске асоцијације универзитета.

## Историја имена
- 1918-1933 : Одески политехнички институт (ОПИ)
- 1933-1944 : Одески индустријски институт (ОИИ)
- 1944-1993 : Одески политехнички институт
- 1993-2001 : Одески државни политехнички универзитет (ОГПУ)
- 2001-2020 : Одески национални политехнички универзитет (ОНПУ)
- 2020-2021 : Државни универзитет Одеска политехника (ГУОП)[2]
- 2021— : Национални универзитет Одеска политехника (НУОП)

## Историја
Одески политехнички институт основан је 18. септембра 1918. године залагањем одеског инжењера и политичара М. В. Брајковича. У институт је било уписано 1100 студената, настава се одвијала у згради бивше касарне Шабански.
Након тога, на бази Института су створене образовне институције као што су Одески национални поморски универзитет, Одеска Национална академија за телекомуникације, Одески национални економски универзитет, Одеска државна академија грађевинарства и архитектуре.
Године 1941, Одески индустријски институт је премјештен у Пензу. На његовој основи је створен Пензенски индустријски институт (данашњи Пензенски државни универзитет).
Шездесетих година двадесетог вијека, на бази огранка Политехничког института у Севастопољу, основан је Севастопољски национални технички универзитет.
Године 1945, године индустријски институт је претворен у политехничку високошколску установу. Године 1968, за велики успех постигнут у обуци специјалиста и развоју науке, одликован је почасном дипломом Врховног совјета Украјинске ССР. 1971. године, Указом Президијума Врховног совјета СССР-а, Одески политехнички институт је одликован дипломом и орденом Црвеног барјака рада. Године 1977, Уредбом Савјета министара Украјинске ССР и Украјинског републиканског савета стручних комитета, особље Одеског политехничког института уврштено је на Републичку таблу части.
Указом Кабинета министара Украјине број 646 од 13.08.1993. године институт је преименован у Одески државни политехнички универзитет. На основу ОГПУ створен је образовно-научни комплекс „Политехнички универзитет“ који обједињује гимназије, факултете, техничке школе града Одесе и јужног региона Украјине. У комплексу студира око 20 000 студената, приправника, дипломираних студената и доктора наука, ради око 4 000 наставника, истраживача, инжењера и техничара. Међу њима су дописни члан Академије педагошких наука Украјине, 57 академика и дописних чланова државних и гранских Академија наука Украјине, више од 120 професора и доктора наука, око 450 ванредних професора и кандидата наука, 21 одликовани радник науке и технологије Украјине и заслужни радник народног образовања Украјине, 50 одличних студената просвјете Украјине.
Дана 16. септембра 1998. године одликован је Почасним признањем Кабинета министара Украјине и спомен-значком. Указом председника Украјине број 591 од 7. августа 2001. године, универзитет је добио статус националне високошколске установе.
Научници и специјалисти универзитета дали су велики допринос развоју науке и технологије. Ево неких од њих: добитник Нобелове награде, академик Там И. Е.; Хероји социјалистичког рада: Атрошченко В. И., Боресков Г. К., Корчагина В. И., Нуделман А. Е.; Лауреати државних награда Азхогин В. В., Бараб-Тарле М. Е., Гутенмахер Л. И., Дашченко А. Ф., Мандељштам Л. И., Матвеенко М. М., Махлин Б. А., Панов Л. И., Папалекси Н. Д., Пристер Б. С., Севцов А. И., Сташко А. Ја., Усов А. В., Шоикхет Ф. М., Јакимов А. ИН.
Данас универзитет сарађује са образовним, научним и индустријским центрима 20 страних земаља. 2000. године је у НУОП отворена катедра УНЕСКО.
На НУОП је дипломирао више од 90 хиљада инжењера за различите секторе националне привреде, око 4 хиљаде специјалиста за 102 земље света.
Током свог постојања, НУОП је предводило 18 ректора: професори Нилус А. А., Тимченко И. Ју., Суслов Г. К.; инжењери Розенфелд М. Ф., Передерии И. Иа., Схмуклер А. Д., Гурвич Н. З., Тјагнибеда Л. Ф., Беленки С. Н., Волокхович М. Ф., Березко С. П., Кобелев М. П., Професор М. П. Кобелев, професор Доброволски, В. А. Од 1987. до 2010. године, универзитетом је руководио академик Милахов В.П.

## Зграде и кампуси
Главна материјално-техничка база НУОП-а је концентрисана у живописном центру града на адреси: Шевченкова авенија, 1. Постоје образовне зграде, научно-техничка библиотека и палата културе студената. У близини се налази компактно организован кампус, амбуланта, стадион и спортски комплекс НУОП-а, на адреси: улица Маршала Говорова.
Општа структура:
- образовне зграде - 22;
- хостели - 11;
- научно-техничка библиотека;
- Палата културе студената;
- санаторијум-диспанзер;
- спортско-рекреативни комплекс „Галеб" ( Каролино-Бугаз, станица "Студентска" );
- спортски комплекс са 9 специјализованих спортова и теретана;
- стадион;
- спортски терени - 4

## Структура

### Образовни и научни институти и факултети
- Институт за информациону безбједност, радио електронику и телекомуникацију
- Институт за индустријску технологију, пројектовање и менаџмент
- Институт за машинство
- Институт за рачунарске системе
- Институт за енергетику и компјутерско интегрисане системе управљања
- Институт за електромеханичку и енергетски менаџмент
- Институт за бизнис, економију и информационе технологије
- Институт за медицинско инжењерство
- Украјинско-њемачки институт
- Украјинско-пољски институт
- Украјинско-шпански институт
- Институт за даљинско и дописно образовање
- Завод за школовање страних држављана
- Хемијско-технолошки факултет
- Факултет хуманистичких наука

### Факултети
- Одески аутомобилски и путни факултет
- Херсонски политехнички факултет
- Новокаховски политехнички факултет

### Центри
- Центар за постдипломско образовање, индивидуалну обуку и преквалификацију
- Центар за обуку и консултације „Аутодијагностика"
- Тренинг и консултантски центар „ПОЛИН"
- Консултантски научни центар „Инжењерска механика"
- Консултантски научни центар „Политецх-цонсулт"
- Регионални центар за уштеду енергије и управљање енергијом
- Центар за украјински и руски језик као страни
- Центар за обуку и консултације „СИТИС-Политех"

## Студентски живот
Поред специјализованих образовних активности, универзитет подржава различите видове самоорганизације студената и доприноси свеобухватном развоју младих.
Од 1957. године при универзитету ради клуб туриста „Романтик“. Поред тога, годишње се одржава такмичење студентских талената „Студентска јесен“, а у центру за унапређење студентске омладине Универзитета „Чајка“  организују се различити догађаји.

## Масовни медији
Универзитет издаје лист „Одеска политехника” – званични медиј са слободним радним мјестима, вијестима и анегдотама. Дистрибуира се у папирној форми и има мали тираж - 2000 примјерака.

## Предавачи
- Добросердов, Дмитриј Константинович - хемичар